# Anaphalis corymbifera
Anaphalis corymbifera là một loài thực vật có hoa trong họ Cúc. Loài này được C.C.Chang mô tả khoa học đầu tiên năm 1935.